# Turks-Koerdisch conflict vanaf 2015
Tussen de Koerdische PKK en Turkije brak op 24 juli 2015 een nieuw gewapend conflict uit, na enkele jaren van vredesonderhandelingen tussen beide partijen. Rechtstreekse aanleiding vormde een reeks van incidenten die in gang werd gezet door de bomaanslag in Suruç van 22 juli. In een veel breder kader maakt het huidige conflict deel uit van het Turks-Koerdische conflict dat sinds 1984 speelt.

## Achtergrond
Sinds eind 2012 waren er vredesonderhandelingen gaande tussen de Turkse staat en de PKK. De verhoudingen tussen beide partijen kwamen in de loop van 2014 echter opnieuw op scherp te staan. Onder meer de slag om Kobani bracht een grote stroom Koerdische vluchtelingen naar Turkije op gang. De Koerdische bevolking verweet de Turkse regering niets te ondernemen tegen IS. Dit leidde ertoe dat er binnen Turkije opstanden onder de Koerdische bevolking uitbraken.

## Het conflict
Op 22 juli werd in Suruç, dicht bij de Turks-Syrische grens, een bomaanslag gepleegd waarbij meer dan dertig jonge Koerdische activisten werden gedood (vooral leden van de Ezilenlerin Sosyalist Partisi). Deze aanslag wordt algemeen toegeschreven aan Islamitische Staat, waartegen de PKK al enige tijd streed. Twee dagen later werden in de Turkse stad Ceylanpinar twee Turkse politieagenten in hun slaap door het hoofd geschoten, naar verluidt door PKK-strijders die verbolgen waren over de te trage reactie van de Turkse regering op de recente aanslagen alsmede de algehele lakse houding van Turkije ten aanzien van IS. Zij beweerden dat de twee Turkse agenten hadden samengespannen met IS. In de dagen erna volgden er meer incidenten, met name in de Turkse provincie Diyarbakir waar een Turkse politieman door de PKK werd ontvoerd en in Hakkâri waar enkele agenten gewond raakten door een aanslag met een handgranaat. Demhat Agit, een belangrijke woordvoerder van het comité Koma Civakên Kurdistan, ontkende nochtans op 29 juli dat de PKK daadwerkelijk achter de moordaanslag op de twee politieagenten in Ceylanpinar zat.
De Turkse premier Ahmet Davutoğlu verklaarde op 24 juli dat de recente gebeurtenissen voor Turkije een casus belli betekenden en dat zowel de PKK als IS terroristische organisaties waren die moesten worden bestreden. In de daaropvolgende maanden escaleerde het geweld tussen de Turkse regering en de PKK steeds verder, met onder meer de belegering van Cizre in september 2015 tot gevolg.
Op 10 oktober kondigde de PKK eenzijdig een wapenstilstand af, naar aanleiding van de bomaanslag in Ankara op diezelfde dag. Dit bestand werd op 5 november door de PKK weer eenzijdig opgezegd nadat de gewelddadigheden gewoon waren blijven doorgaan.

## Belangrijkste incidenten

### 2015
- 11 augustus: De Turkse luchtmacht voert in totaal zeventien aanvallen uit op doelen van de PKK in het uiterste zuidoosten van Turkije, nadat de PKK de aanslag op een politiebureau in Istanboel van een dag eerder heeft opgeëist.[7]
- 20 december: In het zuidoosten van Turkije zijn de laatste paar dagen zeker 130 PKK-strijders omgekomen bij gevechten met het Turkse leger. Aan Turkse zijde vallen 2 doden en ca. 20 gewonden.[8]

### 2016
In de nacht van 10 januari werden in Van, een stad in het zuidoosten van Turkije, 's nachts 12 PKK-militanten gedood door Turkse veiligheidstroepen. Op 14 januari ontplofte in Cinar, in de provincie Diyarbakır, een autobom. Ook werd er een politiebureau aangevallen, waarbij in totaal 6 doden en ca. 40 gewonden vielen. Vermoed werd dat de PKK achter deze aanslagen zat.
In februari begon Turkije ook met het bombarderen van Koerdische milities in Noord-Syrië. De YPG, een organisatie die nauw verbonden is aan de PKK, was hier bezig aan een opmars en kreeg steeds meer gebied in handen. Turkije wilde koste wat kost voorkomen dat de stad Azaz in Koerdische handen zou vallen, en pleitte daarom voor een veiligheidszone bij de Syrische grens.
Op 17 februari ontplofte in het centrum van de Turkse hoofdstad Ankara een autobom, waarbij zeker 28 doden vielen. Premier Davutoğlu beschuldigde de PKK ervan hierachter te zitten. De aanslag werd de volgende dag opgeëist door de Koerdische Vrijheidsvalken, een afsplitsing van de PKK.
Op 13 maart vond er in Ankara een nieuwe grote zelfmoordaanslag plaatst; in het Güvenpark ontplofte een autobom, waarbij tientallen doden vielen. Turkije wees de PKK aan als verantwoordelijke en begon reeds de volgende dag met het uitvoeren van bombardementen op Koerdische doelen in Noord-Irak, hoewel de aanslag hierbij door Turkije niet expliciet als motief is genoemd.
In de zuidoostelijke provincie Hakkâri (die grenst aan Irak) kwamen op 13 mei 15 PKK-strijders en 8 Turkse soldaten om.
Eind juli werden bij nieuwe gevechten in Hakkâri in totaal 35 Koerdische militanten gedood door het Turkse leger. De PKK-strijders zouden hebben geprobeerd een militaire basis te veroveren.
Op 27 augustus voerde de Turkse luchtmacht een aanval uit op een door de Koerden geleide rebellencoalitie bij de stad Jarablus in het noorden van Syrië. Eerder die week was in hetzelfde gebied met hulp van Turkije IS verdreven.
In de nacht van 2 op 3 september kwamen bij gevechten in de provincie Van acht Turken en elf Koerden om. Eerder die dag waren er ook al 27 PKK-strijders en zeven Turkse soldaten omgekomen bij gevechten. Ook in Hakkâri vielen doden bij gevechten.
Op 15 september verkondigde president Erdogan dat Turkije bezig was aan de grootste militaire actie ooit tegen de PKK.

### 2019
Op woensdag 9 oktober viel het Turkse leger het noorden van Syrië binnen. Dit gebeurde nadat de Amerikaanse president Donald Trump op 6 oktober de Amerikaanse troepen de opdracht had gegeven zich terug te trekken uit het noordoosten van Syrië, waar de VS hun Koerdische bondgenoten hadden gesteund. Turkije gaf aan dat de aanval, die bekend kwam te staan als Operatie Vredeslente, bedoeld is om langs de Turks-Syrische grens een kilometerslange strook veilig te stellen die als bufferzone tegen het 'terrorisme' zal dienen. Ankara wil de beoogde 'veilige zone' ook gebruiken om Syrische vluchtelingen te laten terugkeren naar hun thuisland. De internationale gemeenschap heeft haar zorgen geuit over de naar schatting 12.000 vermeende IS-leden die in gevangenissen zitten in het gebied en nu nog onder Koerdische bewaking vallen.

## Doorwerking in het dagelijks leven
In september werden in het noordoosten van Turkije 24 Koerdische burgemeesters ontslagen die lid waren van de Halkların Demokratik Partisi. Twaalf van hen werden bovendien gearresteerd op verdenking van steun aan de Gülen-beweging of de PKK.

## Statistieken
- Op de laatste dag van 2015 maakte premier Erdoğan bekend dat er het afgelopen jaar 3100 PKK-strijders waren gesneuveld tijdens de gevechten, terwijl er 200 slachtoffers aan Turkse zijde (politie en militairen) waren gevallen.[23]
- De International Crisis Group maakte eind november 2015 melding van 550 doden in Zuidoost-Turkije sinds juli, onder wie 150 burgers. Onder de slachtoffers was ook de Koerdische advocaat Tahir Elçi.[24]
- Volgens de Turkse overheid vielen er tussen juli 2015 en mei 2016 2.583 doden door aanhoudende gevechten op Turks grondgebied.[25]